# Vessioli (Kamennomostski)
Vessioli - Весёлый (rus) - és un khútor pertanyent al municipi de Kamennomostski (República d'Adiguèsia, Rússia). Es troba a 28 km al sud de Tulski i a 40 km al sud de Maikop, la capital de la república.